# Currais Novos
Currais Novos es un municipio brasileño en el interior del estado del Rio Grande do Norte. Localizado a 172 km de la capital estatal, Natal, se encuentra en la región del Seridó, en la región central del estado. Sus principales actividades económicas son la agricultura, la ganadería y la minería.
Su símbolo religioso es la estatua "Cristo-Rei", réplica fiel, pero en menor proporción, de la estatua del Cristo Redentor, que fue traída desde Francia y donada por Cel. Manoel Salustino en 1937.
Según el censo realizado por el IBGE (Instituto Brasileño de Geografía y Estadística) en el año 2010, su población es de 42 668 habitantes.